# Ivanské rameno
Ivanské rameno je přírodní památka v katastrálních územích Skalica a Seče města Skalica v okrese Skalica v Trnavském kraji na Slovensku. Území bylo vyhlášeno v roce 1986 a jeho rozloha je 3,08 hektaru. Předmětem ochrany je poslední zbytek mrtvých ramen Moravy v jižní části Dolnomoravského úvalu s výskytem ohrožených a chráněných druhů rostlin a živočichů, vázaných na vodní a mokřadní biotopy.